# Anopheles

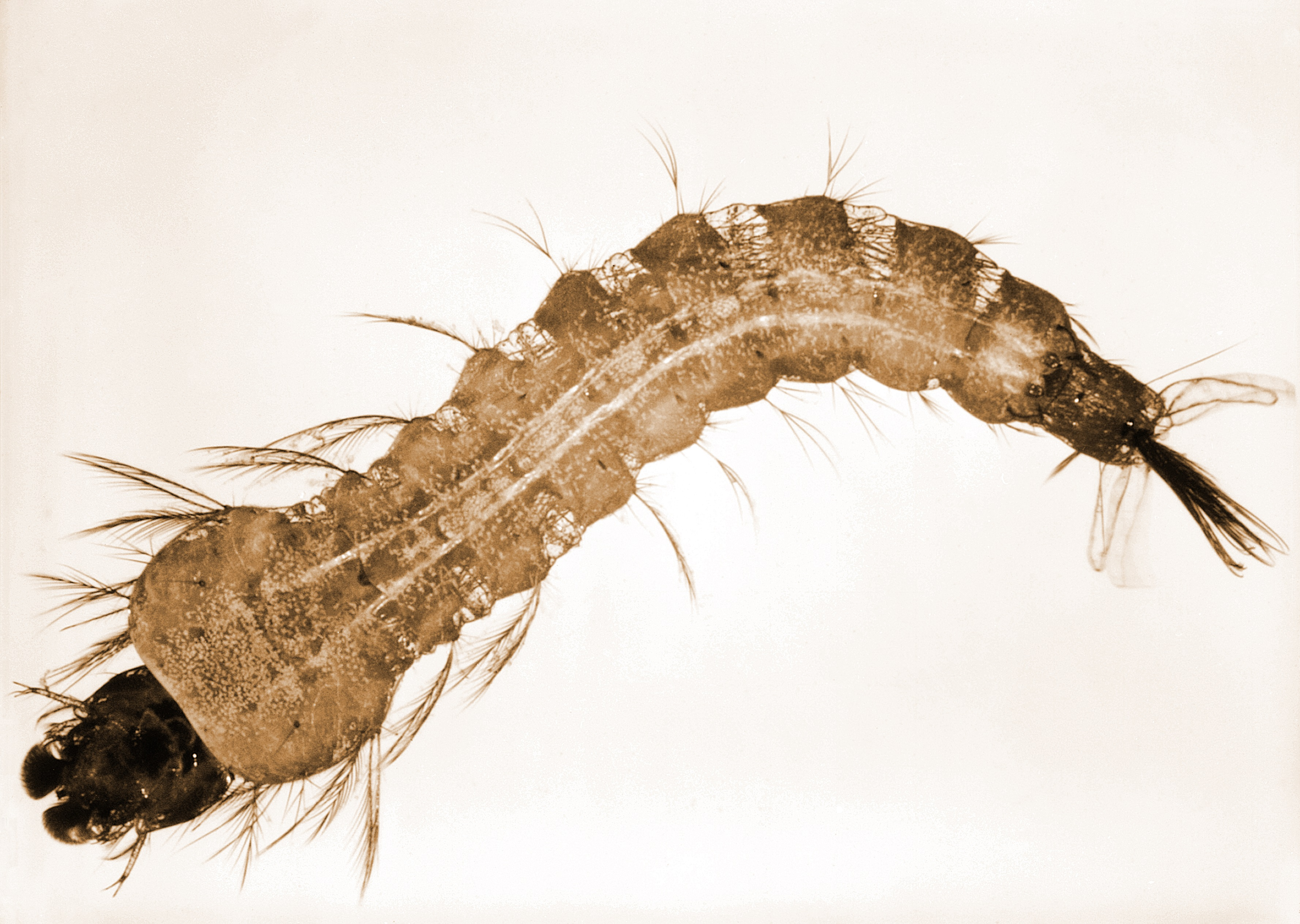
Larva

Anopheles es un género de mosquito de la familia Culicidae que habita en prácticamente todo el mundo incluyendo Europa, África, Asia, América y Oceanía, con especial intensidad en las zonas templadas, tropicales y subtropicales. Existen 465 especies formalmente reconocidas de Anopheles, de las cuales 50 pueden transmitir las cuatro especies diferentes de parásitos del género Plasmodium, causantes de la malaria humana (ya que existen muchas otras especies de plasmodios que causan malaria en ratones (P. Bergei ), aves (P. gallinaceum), simios (P. yoeli ), etc). La especie Anopheles gambiae es una de las mejor conocidas, porque trasmite el plasmodio más peligroso, Plasmodium falciparum. En Europa una de las especies más importantes es Anopheles atroparvus.

## Ciclo de vida
Como todos los mosquitos, los Anopheles atraviesan cuatro fases: huevo, larva, pupa y adulto. Las primeras 3 etapas transcurren en medio acuático, entre 5 y 14 días, según la especie y los factores ambientales como la temperatura. Es en la etapa adulta, y sólo en el caso de las hembras, en la que el mosquito actúa de vector de la malaria. Las hembras adultas pueden vivir hasta un mes (algo más en cautividad), siendo lo natural no pasar de las 2 semanas de vida.

### Huevos
Las hembras adultas depositan entre 50 y 200 huevos. Los huevos se depositan uno a uno sobre el agua. Se caracterizan por poseer una especie de flotadores a ambos lados. Los huevos no resisten la sequedad. A los 2-3 días eclosionan y de cada uno sale una larva. La eclosión puede tardar más tiempo (hasta 2-3 semanas) si la temperatura es baja.

### Larvas
Las larvas de mosquito poseen una cabeza desarrollada y prominente de la que nacen una especie de bigotes que utilizan para alimentarse; el tórax y el abdomen (sin patas). A diferencia de muchos otros mosquitos, las larvas de Anopheles no disponen de un sifón respiratorio, y es por ello por lo que necesitan tener el cuerpo paralelo a la superficie del agua. Las larvas respiran a través de espiráculos situados en el octavo segmento abdominal. Dado que necesitan respirar con asiduidad, periódicamente ascienden a la superficie.  Debido a esta falta de sifón respiratorio basta con agregar al agua una película fina de aceite no miscible para exterminar una población larvar del insecto en esa fase de su vida.
Las larvas se alimentan de algas, bacterias y otros microorganismos de la superficie. Solo ocasionalmente descienden al fondo. Para bucear emplean de movimientos bruscos o espasmódicos, o bien utilizan sus bigotes bucales como propulsores.

### Pupas
La pupa presenta un aspecto de "coma", vista de lado. La cabeza y el tórax se funden en un cefalotórax y el abdomen se curva bajo este. Periódicamente ascienden a la superficie para respirar, gracias a los órganos que disponen en el cefalotórax. Tras unos días de metamorfosis, la parte dorsal del cefalotórax se quiebra y por él surge el mosquito adulto.

### Adultos
El lapso que transcurre entre la deposición del huevo hasta la aparición de un mosquito adulto, suele variar según la especie y se ve influenciado en gran medida por la temperatura ambiental. En condiciones naturales el proceso tarda 10-14 días, pero puede acelerarse y durar solo 5 días.
Como todos los mosquitos, los adultos tienen el cuerpo dividido en cabeza, tórax y abdomen.
- La cabeza se ha especializado obviamente para la alimentación, y también para la captación de señales. En la cabeza destaca un par de antenas largas y muy segmentadas. Gracias a las antenas, el mosquito puede detectar el olor de los hospederos o el olor de un lugar en el que depositar los huevos. Además de las antenas, se distinguen los ojos, la probóscide larga y sobresaliente utilizada para alimentarse, y dos palpos sensoriales tan largos como la probóscide.  Los ojos del insecto pueden además "ver" en la región del infrarrojo cercano detectando por el calor a las víctimas más que por la vista misma.

- El tórax está especializado para moverse, ya que a él se anexan los tres pares de patas y el par de alas.

- El abdomen contiene los órganos especializados para la digestión y para el desarrollo de los huevos en el caso de las hembras. Tras alimentarse, el abdomen del mosquito aumenta considerablemente de tamaño.

Los Anopheles se pueden distinguir de otros géneros a través de sus palpos, o por la presencia de escamas sobre las alas. Aunque sin duda, la mejor forma de distinguirlo fácilmente es observando su postura en reposo, ya que disponen su abdomen de forma empinada, en contraposición con el abdomen paralelo a la superficie de reposo que se observa en otros géneros.
Los mosquitos adultos suelen aparearse a los pocos días de eclosionar de la pupa. En la mayoría de especies, los machos se unen formando enjambres, generalmente hacia el atardecer, y las hembras vuelan hasta estos para copular con uno o más machos.
Los machos no suelen vivir más de una semana, durante la cual se alimentan de néctar y de otras fuentes de azúcar. Las hembras, además del azúcar necesitan una fuente de proteínas para desarrollar los huevos: la sangre. Tras una ingesta de sangre, la hembra reposa unos días realizando la digestión mientras los huevos se desarrollan con los nutrientes extraídos. En 2-3 días, los huevos ya están lo suficientemente desarrollados como para poder ser depositados. Tras el desove, el ciclo vuelve a repetirse hasta la muerte de la hembra, que acontece a los 7-14 días (o más, en cautividad).

## Ecología y comportamiento
Entender la biología del Anopheles puede ayudar a entender cómo se transmite la malaria y puede por lo tanto ayudar en el diseño de estrategias de control más eficaces. Algunos factores que afectan la capacidad del mosquito de transmitir la malaria son su innata susceptibilidad al Plasmodium, la disponibilidad de hospedadores de los que alimentarse, su longevidad y factores que repercuten en ella, susceptibilidad a insecticidas, existencia de zonas de desove, etc.
No todos los Anopheles son transmisores del plasmodio causante de la malaria, ya que este no se desarrolla bien (o nada) en su interior en todas las especies (o incluso en individuos de una especie en la que sí se desarrolla). Experimentalmente se han seleccionado cepas de A. gambiae que encapsulan y matan al parásito una vez que ha invadido su pared estomacal; a la espera de conocer la base molecular de este proceso, se especula con la liberación de mosquitos modificados genéticamente que no sean transmisores de malaria, con la intención de ir sustituyendo a las cepas silvestres que sí lo son.
Se sabe que en África los transmisores de malaria Anopheles gambiae y Anopheles funestus poseen una importante antropofilia, es decir, que el ser humano es su principal fuente de nutrición. Por ello, poco se puede remediar controlando hospedadores animales, salvo en casos de demostrada zoofilia por parte del vector.
La mayoría de Anopheles son crepusculares o nocturnos. Algunos se alimentan dentro de los hogares (endofagia), mientras que otros prefieren alimentarse fuera de ellos (exofagia), y tras la ingesta de sangre, algunos mosquitos prefieren reposar dentro (endofilia) y otros fuera (exofilia); no obstante, este patrón de comportamiento cambia según la localización geográfica, las características del hogar y las condiciones microclimáticas. El uso de redes impregnadas de insecticida dispuestas de forma que rodeen las camas, a modo de barrera física, y pantallas que impidan el acceso del mosquito a través de las ventanas, son dos métodos demostrados que reducen significativamente los casos de picadura de Anopheles del tipo nocturno-endofágico. Los mosquitos endofílicos pueden combatirse mejor rociando el interior de insecticida. En cambio, los exofágicos y los exofílicos se controlan mejor destruyendo las zonas de cría.
Aunque es poco conocido, en Europa hubo transmisión de la malaria hasta mediados del siglo XX y así por ejemplo, en España la erradicación no fue certificada hasta 1964. En los países mediterráneos, las especies más importantes en la transmisión de esa enfermedad fueron An. sacharovi, An. atroparvus y An. labranchiae. 
Las medidas de control que utilizan insecticidas, como el rociado del interior de los hogares o de las redes protectoras, son la vía principal de luchar contra los mosquitos y, por tanto, contra la malaria. No obstante, el uso indiscriminado e injustificado de estas sustancias, ha creado en muchas situaciones una resistencia al insecticida (de forma similar a la resistencia a los antibióticos de algunas bacterias patógenas).
Algunas especies de Anopheles también pueden servir de vector a las filarias Dirofilaria immitis (causante de la dirofilariosis canina), Wuchereria bancrofti y Brugia malayi.

## Importancia médica

### Malaria
Al ser los únicos mosquitos que transmiten malaria, el género Anopheles posee una importancia médica global. Este género puede transmitir Plasmodium falciparum, P. vivax, P. ovale y P. malariae. Recientes estudios han demostrado una quinta especie P. knowlesi, conocido por infectar macacos (Macaca) puede infectar también a humanos.

### Otros parásitos
Algunas especies de Anopheles pueden transmitir gusanos filiares de Wuchereria bancrofti, Brugia malayi y Brugia timori que causan filariasis linfática en humanos, siendo W. bancrofti la de mayor prevalencia y distribución.
B. timori se sabe que solo se encuentra en las islas de Indonesia del Este, afecta a un millón de personas y su único vector es An. barbirostris. B. timori se caracteriza por ser rural, ya que los criaderos de An. barbirostris se encuentran en áreas de cultivos de arroz. B. malayi, en cambio afecta a 12 millones de personas y es transmitido por Anopheles spp. Los criaderos de este vector están relacionados con cuerpos de agua dulce en sitios rurales. W. bancrofti afecta a más de 100 millones de personas, Anopheles spp. es el principal vector en África, Nueva Guinea y partes del sur de Asia. Una de las causas que sea tan prevalente, es que puede ser transmitida no solo por Anopheles spp., sino también por Aedes y Culex.

### Arbovirus
Además de estos parásitos, se ha encontrado que Anopheles transmite alrededor de 20 virus, uno de ellos el causante de la fiebre de O'nyong'nyong, asociado al complejo An. gambiae y An. funestus.

## Métodos de control
Los métodos de control en Anopheles se han concentrado en los diferentes estados del ciclo de vida del mosquito para disminuir su población. Para el estado de larva, los métodos más comunes son el uso de reguladores de crecimiento. Estos pueden ser pyriproxyfen y Bacilulus thuringiensis var. israelensis. Su aplicación es directa en los criaderos. También se han usado peces predadores de larvas pertenecientes a las especies Gambusia.
La mayoría de los métodos de control se han desarrollado hacia mosquitos adultos.  El uso de insecticidas residuales dentro de casas y toldos impregnados con insecticidas son los principales métodos usados contra Anopheles. El uso de insecticidas residuales es amplio y consiste en aplicar sobre paredes, techos y pisos, DDT ha sido ampliamente usado con ese método. Los mosquiteros en las camas son barreras físicas que impiden el contacto del vector con el ser humano, además de que se encuentran impregnadas con insecticida. Estas barreras pudieron reducir la morbilidad en niños hasta un 50 % y su mortalidad en 20-30 %.